# Rudniańskie Modraszki - Kajasówka
Rudniańskie Modraszki - Kajasówka este o arie protejată (sit de importanță comunitară — SCI) din Polonia întinsă pe o suprafață de 424,97 ha, integral pe uscat.

## Localizare
Centrul sitului Rudniańskie Modraszki - Kajasówka este situat la coordonatele 50°01′09″N 19°40′08″E / 50.0191°N 19.6688°E.

## Înființare
Situl Rudniańskie Modraszki - Kajasówka a fost declarat sit de importanță comunitară în octombrie 2009 pentru a proteja 5 specii de animale.

## Biodiversitate
Situată în ecoregiunea continentală, aria protejată conține 4 habitate naturale: Pajiști cu Molinia pe soluri calcaroase, turboase sau argilos-nămoloase (Molinion caeruleae), Fânețe de joasă altitudine (Alopecurus pratensis, Sanguisorba officinalis), Pajiști uscate seminaturale și facies de acoperire cu tufișuri pe substraturi calcaroase (Festuco-Brometalia) (* situri importante pentru orhidee), Formațiuni ierboase bogate în specii de Nardus, dezvoltate pe substraturi silicioase în zone montane (și în zone submontane, în Europa continentală).
La baza desemnării sitului se află mai multe specii protejate:
- mamifere (1): castor (Castor fiber)
- nevertebrate (4): fluturele purpuriu (Lycaena dispar), Lycaena helle, Phengaris nausithous, Phengaris teleius

Pe lângă speciile protejate, pe teritoriul sitului au mai fost identificate 3 specii de plante, 3 specii de nevertebrate.